# 東官郡
东官郡，中国古代的郡。辖区包括今广东省东部和福建省部分地区。它是今日东莞市和惠州市的前身。

## 东晋时期
东晋咸和六年（331年），晋成帝将南海郡一分为二，分出东官郡，领九地六县。郡治在目前深圳市南山区南头古城，管辖八县：宝安县、安怀县、兴宁县、海丰县、海阳县、绥安县、海宁县、潮阳县。於舊司鹽都尉壘的基礎上加築郡城，原司鹽都尉何志轉職為第一任東官郡太守。
隆安元年（397年），分东官立义安郡。另说义熙九年（413年），东官郡东部的海阳县、绥安县、海宁县、潮阳县及從海阳割出的义招县等五县分为义安郡。

## 南朝时期
南朝齐阙年，郡治移至怀安。
南朝梁天监二年（503年），东官郡东部分出梁化郡，治所怀安县在今广东省惠州市惠东县梁化镇境内，辖怀安、欣乐两县。天监六年（507年），东官郡改为东莞郡。
南陈祯明二年（588年），复改东莞郡为东官郡。

## 隋朝时期
隋朝开皇九年（589年），废东官郡，以宝安县属广州。另说开皇十年（590年），合并梁化郡、义安郡、始兴郡、东官郡置循州。开皇十一年（591年），始兴郡改设韶州、义安郡改设潮州，东官郡划归广州，梁化郡地为循州。至此，东官郡便消失于历史之中。

## 行政長官
本節如無注明，則出自廣東通志。

### 劉宋東官太守
- 張元瑾，元嘉二年（425年）任。
- 蕭惠徽，南蘭陵人，蕭思話子，泰始三年（467年）任。
- 陳伯紹，河南潁川人，泰始四年（468年）任。

### 齊朝東官太守
- 陶季直，丹陽秣陵人，建元年任。
- 臧靈智，永明中任。

### 梁朝東官太守
- 孫瑒，字德璉，吳郡吳人。
- 吳文顯